# The Railroad Porter
The Railroad Porter è un cortometraggio muto del 1912 prodotto, diretto e interpretato da William D. Foster (con il nome William Foster).

## Produzione
Il film fu prodotto da William D. Foster (con il nome William Foster).

## Distribuzione
Uscì nel 1912. La pellicola viene accreditata per essere il primo film prodotto, diretto e interpretato da un cast composto esclusivamente di neri.